# Сомнамбулизм
Сомнамбули́зм (от лат. somnus — «сон» и ambulo — «ходить», «передвигаться»; ноктамбули́зм (от лат. nox, noctis — «ночь»), снохожде́ние, лунати́зм) — расстройство парасомнического спектра, при котором люди совершают какие-либо действия, находясь при этом в состоянии сна. Оно классифицируется как расстройство сна, относящееся к семейству парасомний. Снохождение возникает обычно во время неполного пробуждения от глубокой фазы медленного сна и провоцирует на действия, свойственные бодрствующему человеку. Зачастую это простые и безопасные действия: подъём в постели, хождение, уборка, но могут быть и довольно опасными: приготовление пищи, вождение, жестокое поведение, хватание за воображаемые предметы.
Хотя случаи сомнамбулизма обычно состоят из простых, присущих конкретному человеку действий, иногда появляются сообщения о людях, чьё поведение во время сна отличается высокой сложностью, хотя их достоверность часто оспаривается. У сомнамбул зачастую отсутствуют воспоминания об инциденте либо их крайне мало и они нечётки. У этого существуют две возможных причины: согласно первой, процесс запоминания во время эпизода сомнамбулизма отключён; согласно второй, нарушается процесс извлечения событий из памяти. Глаза могут быть открыты, однако их выражение тускло и остекленело. Приступ снохождения может длиться от 3 секунд до 30 минут, в редких случаях — несколько часов.

## Причины
Причина снохождения неизвестна. Существует ряд неподтверждённых гипотез, объясняющих причины подобного поведения. Среди них — незрелость нервной системы, нарушения в фазе медленного сна, депривация сна, нервное возбуждение и усталость. Некоторые исследования отмечают связь с генетическими факторами.
Ряд препаратов, в основном агонисты бензодиазепиновых рецепторов, антидепрессанты, антипсихотики и бета-блокаторы, связан с хождением во сне. Наиболее отчётлива связь с золпидемом и оксибутиратом натрия.
Считается, что ряд состояний, таких как болезнь Паркинсона, может вызывать эпизоды снохождения у людей без предшествующей истории сомнамбулизма.
Была выявлена связь между лунатизмом и другими нарушениями сна, например, синдромом беспокойных ног и нарушением дыхания во время сна у детей.
В некоторых случаях сомнамбулизм у взрослых может служить симптомом нарушений в психике.

## Эпидемиология
По оценкам, распространённость лунатизма составляет 4,6−10,3 %. Метаанализ 51 исследования, в котором приняли участие более 100 000 детей и взрослых, показал, что лунатизм чаще встречается у детей — примерно 5 % от всех случаев, 1,5 % — у взрослых; у принимавших участие в исследовании снохождение проявлялось по крайней мере один раз в течение предыдущих 12 месяцев. Частота проявлений лунатизма не зависит от возраста ребёнка.

## Диагностика
Поскольку страдающий сомнамбулизмом не помнит своих ночных похождений, хотя и может догадываться о них по внешним признакам, о своей болезни обычно он узнаёт от третьих лиц (например, дети — от родителей). Другим наиболее достоверным способом диагностики сомнамбулизма является полисомнография.
Не стоит путать с помутнением сознания, вызванным алкоголем или лекарствами, результатом которых бывают провалы в памяти, напоминающие такие при лунатизме. В отличие от последних при помутнении сознания человек способен более активно реагировать на изменения внешней среды.
В ходе дифференциальной диагностики должны быть исключены ночной ужас и другие парасомнии фазы быстрого сна.

## Лечение
Ни одно из клинических испытаний не показало эффективности психологических или фармакологических вмешательств для предотвращения эпизодов снохождения. И это несмотря на весьма широкий спектр применяемых методов; из психологических: психоанализ, гипноз, запланированное или упреждающее пробуждение, обучение расслаблению и контролю над эмоциями, гигиена сна, классические приёмы (включая электросудорожную терапию) и игротерапию. Фармакотерапия включала назначение антихолинергиков (бипериден), противоэпилептических (карбамазепин, вальпроевая кислота) и антипсихотических препаратов (кветиапин), бензодиазепинов (клоназепам, диазепам, флуразепам, имипрамин, триазолам), мелатонина, СИОЗС-антидепрессантов (пароксетин), барбитуратов (амобарбитал) и травяных сборов.
Нет никаких доказательств того, что вредно будить сомнамбул; хотя лунатик, вероятнее всего, будет дезориентирован, если его разбудить, потому что эпизоды сомнамбулизма происходят во время самой глубокой стадии сна.
В отличие от других расстройств сна, хождение во сне не связано с дневными поведенческими или эмоциональными проблемами — это может являться следствием того, что сон лунатика не нарушается; если они не проснулись, они все ещё находятся в состоянии сна во время лунатизма.

### Изменения в обстановке
Для тех, чьи эпизоды лунатизма становятся опасными, сигнализация на двери может предоставить некоторую защиту. Существуют различные виды дверных сигнализаций, которые могут прикрепляться к двери спальни, а при её открытии звучит сигнал тревоги. Целью является то, чтобы звук полностью пробудил человека и прервал эпизод снохождения или, если страдающий сомнамбулизмом живёт с другими, чтобы звук заставил их проверить человека.
Лунатикам следует стремиться располагать свои спальни на первом этаже дома, квартиры, общежития, гостиницы и т. д..
Кроме того, у лунатиков не должно быть легкодоступного оружия (заряженных ружей, ножей) в спальне или в любой комнате дома. Если есть оружие, оно должно быть заперто на ключ, доступ к которому у больного отсутствует.

## История изучения
Снохождение давно привлекало к себе внимание за счёт своей таинственности, но до прошлого века не было серьёзно исследовано. Немецкий химик и парапсихолог XIX века барон Карл Людвиг фон Райхенбах провёл обширные исследования лунатиков и использовал свои открытия, чтобы сформулировать теорию одической силы.
Изначально хождению во сне приписывалось исполнение сновидения наяву. Например, в одном исследовании, опубликованном Организацией науки и общества в 1954 году, было заключение: «Подавление враждебных чувств по отношению к отцу служило причиной действий пациентов за пределами мира сна через снохождение и искажение представлений обо всех авторитарных фигурах, таких как отцы, офицеры и суровые начальники». Двенадцатью годами позднее та же группа опубликовала статью с новым заключением: «Хождение во сне, вопреки большинству убеждений, по-видимому, мало связано с тем, что снится. Фактически, это происходит, когда спящий наслаждается своим беспробудным, самым глубоким сном — стадией, о сновидениях в которой обычно не поступает сообщений». Более поздние исследования показали, что лунатизм на самом деле является расстройством, признаком которого является возбуждение в фазе медленного сна. Более точные данные о сне связаны с изобретением технологий, таких как электроэнцефалограмма Ханса Бергера в 1924 году и нейровизуализации Фрэнка Даффи в начале 1980-х годов.
В 1907 году Зигмунд Фрейд выступал с речью о хождении во сне в Венском психоаналитическом обществе. Он полагал, что снохождение было связано с исполнением сексуальных желаний и был удивлён, что человек мог двигаться, не прерывая сновидения. В то время Фрейд предположил, что суть этого феномена заключалась в желании заснуть в том же месте, в котором человек спал в детстве. Десять лет спустя он размышлял о сомнамбулизме в статье «Метапсихологическое дополнение к теории сновидений», в которой более подробно разъяснял связь между хождением во сне и работой бессознательного.

## В культуре
- В трагедии Уильяма Шекспира «Макбет» (1606 год) эпизод со снохождением (акт 5, сцена 1) стал очень известным.
- Сюжет оперы В. Беллини «Сомнамбула» построен вокруг факта сомнамбулизма главной героини.
- В романе Уилки Коллинза «Лунный камень» похищение драгоценного камня совершает один из главных героев романа, действующий в состоянии сомнамбулы.
- В фильме 1920 года «Кабинет доктора Калигари» сомнамбула Чезаре совершает серию убийств.
- В фильме «Доктор Стрэндж: В мультивселенной безумия» заклинанием для путешествия по мультивселенной является слово «сомнамбула».
- В рассказе О. Генри «Друзья из Сан-Розарио» майор Том, будучи в состоянии сна, прячет мешок с деньгами, взятый из банка, себе в шкаф.
- В рассказе Джека Лондона «Человек со шрамом» один золотоискатель обвинил другого в краже золотого песка, который до этого сам же спрятал в состоянии сомнамбулизма в дуло своего ружья.

## Интересные факты
Название лунатизм происходит от позднелатинского lunaticus — «безумный» от латинского luna — луна. Термин «лунатизм» связан с представлениями многих древних народов о влиянии лунных циклов на психику человека.
В гипнозе одна из глубоких стадий транса называется сомнамбулизмом.
По мнению Л. Л. Васильева, поверье о домовом, выполняющем разные хозяйственные работы по ночам, родилось из-за людей, страдающих сомнамбулизмом.